# Puerta de Palmas
Puerta de Palmas, antiguamente Puerta Nueva, es una puerta de acceso monumental de la muralla que rodeaba la ciudad de Badajoz (en España), localizada frente al Puente de Palmas. La finalización de su construcción data de 1551. Es uno de los monumentos más representativos de la ciudad. Este monumento es de lo poco que queda de una ciudad fortificada que necesitaba de sus murallas para defenderse en siglos pasados. En el siglo XVII se abrió otra puerta frente al puente de la Autonomía, cerca de la Ermita de los Pajaritos y cambió su nombre de Puerta Nueva a Puerta de Palmas. Esta puerta se compone de dos torreones cilíndricos que flanquean un arco de paso con una traza renacentista en su exterior. Los usos de la Puerta de Palmas ha ido cambiando con el tiempo y aunque ahora es mayoritariamente una rotonda ha sido desde un punto de vigilancia hasta un alojamiento o incluso una prisión. Durante mucho tiempo mantuvo también una función como punto de acceso fortificado a la ciudad, y más tarde de control a efectos aduaneros y fiscales.
En 1933 se aprobó la demolición de algunas de las partes de la muralla que acompañaban a la Puerta de Palmas para permitir el crecimiento natural de la ciudad de Badajoz, aunque esta demolición afectaba solo a la muralla que se encontraba entre el antiguo baluarte de San Juan y el baluarte de Santiago. Esta reforma junto a la prolongación del Puente de Palmas se pudo unir la ciudad a la estación de ferrocarril, la cual llevaba en funcionamiento desde 1863. De esta manera, Puerta de Palmas ha quedado en el medio de la ciudad, encabezando el Puente de Palmas que le da nombre y perdiendo definitivamente su función militar. Aunque es un emblema de la ciudad, no fue hasta 1948 que se prohibió pegar carteles en la fachada de la Puerta de Palmas.

## Descripción y restauración

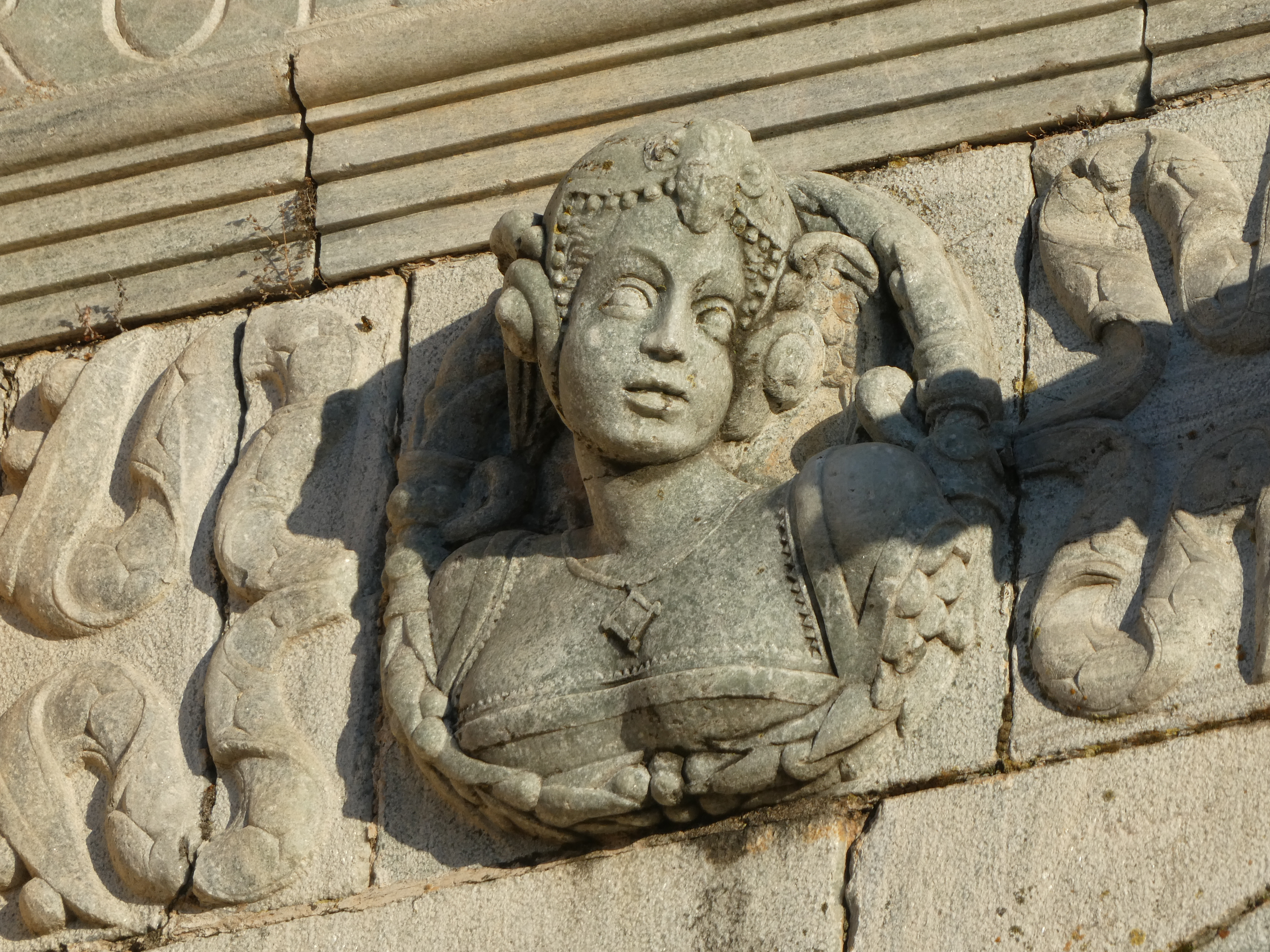
Medallón en la Puerta de Palmas. Posiblemente represente a Isabel de Portugal, esposa del rey Carlos I de España.

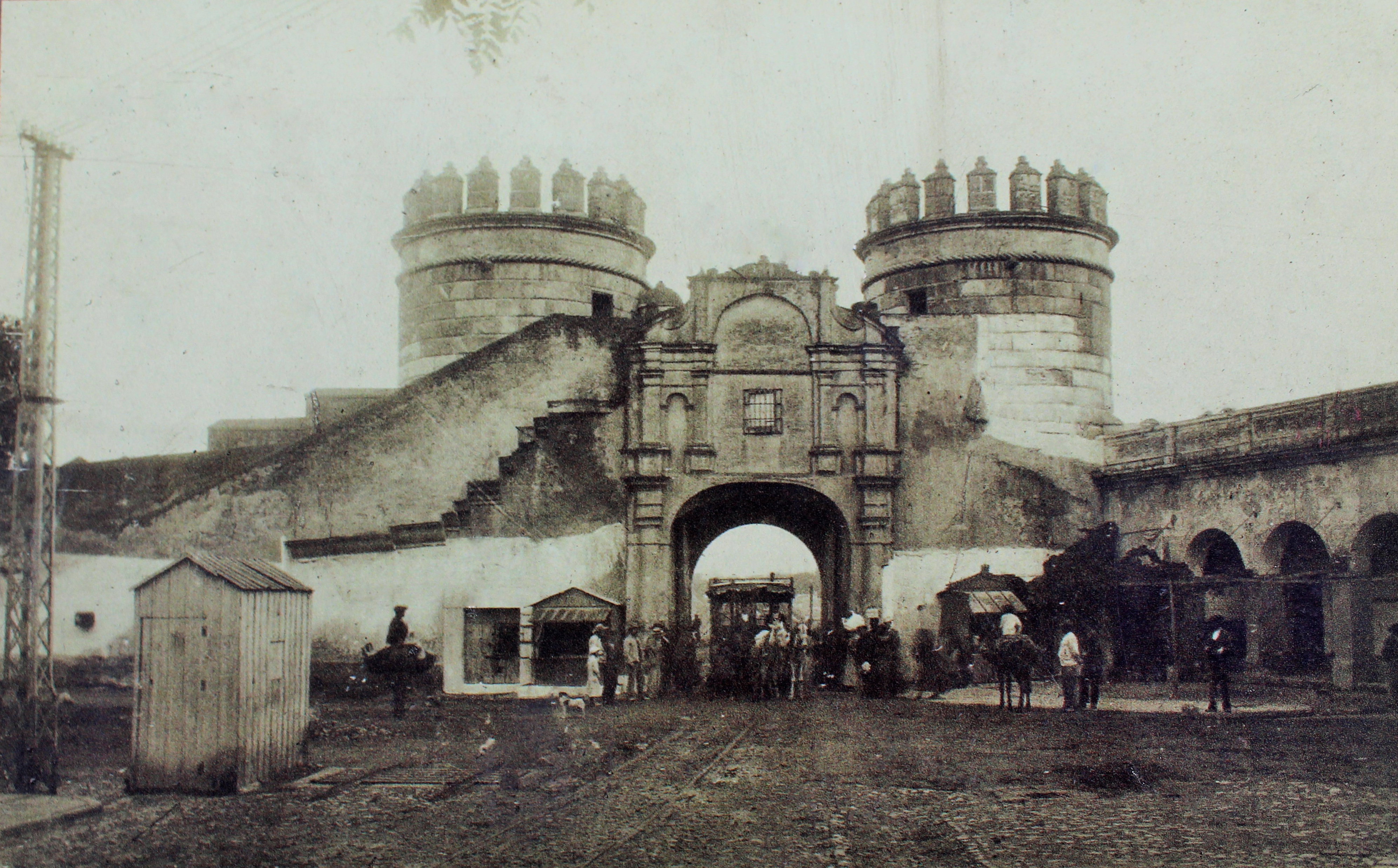
Puerta de Palmas en 1903.

La Puerta de Palmas, como otro tipo de puertas similares, tienen no solo su función defensiva y de control de paso sino también simbólica como arcos de triunfo en honor a los soberanos y reyes de la época y, siguiendo el estilo renacentista, imitan a los arcos de triunfo de la civilización romana. Está integrada por un arco conmemorativo y dos torres cilíndricas de sólido aspecto. En la fachada exterior el arco es de medio punto, adornado con un escudo de Carlos I. En la fachada interior se sitúa una capilla dedicada a Nuestra Señora de los Ángeles. Los torreones sirvieron de prisión real hasta finales del siglo XIX.
Fue restaurada en 1960 por el arquitecto municipal y crítico de arte Francisco Vaca Morales, quien a raíz de la misma le encargó al pintor y escultor Guillermo Silveira una escultura de la Virgen de los Ángeles más dos bajorrelieves laterales que ocupan desde entonces la capilla central de la construcción. Se sabe además que según los planteamientos del proyecto inicial la imagen lució al menos durante la jornada inaugural (7 dic.) una corona circundada por un halo de doce estrellas donada a tal efecto al propio alcalde por el poeta y escultor local Luis Álvarez Lencero, «idénticamente igual» que la realizada unos cuatro años antes por el mismo artista con destino al festival navideño organizado por el Grupo de Empresa del Instituto Nacional de Previsión (INP), si bien con posterioridad desapareció de su primitivo emplazamiento.

## Historia
La muralla adherida a la Puerta tenía un carácter muy importante en cuanto a la rivalidad con el reino vecino de Portugal, y aunque hubo algunos periodos de estabilización de las relaciones entre este y la Monarquía Hispánica, en el siglo XVII, con la sublevación de Portugal de y su nueva independencia (1668) se libraron numerosas operaciones militares en Badajoz. Estos sucesos provocaron un interés renovado en la construcción y renovación de esta muralla. El nuevo sistema defensivo respetó la Puerta de Palmas, quedándola intacta aunque suprimió los fosos inundables.

## Galería de imágenes

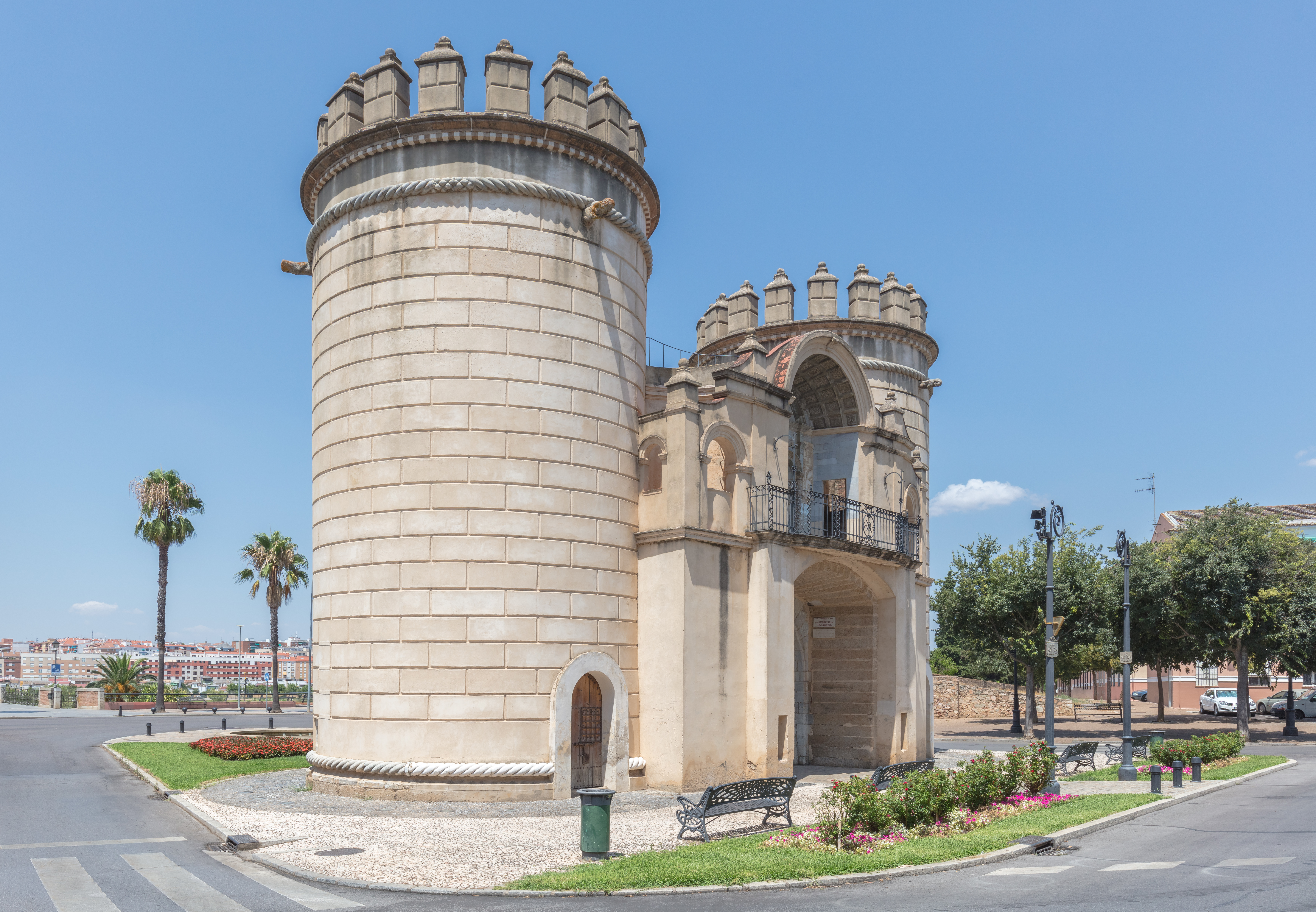
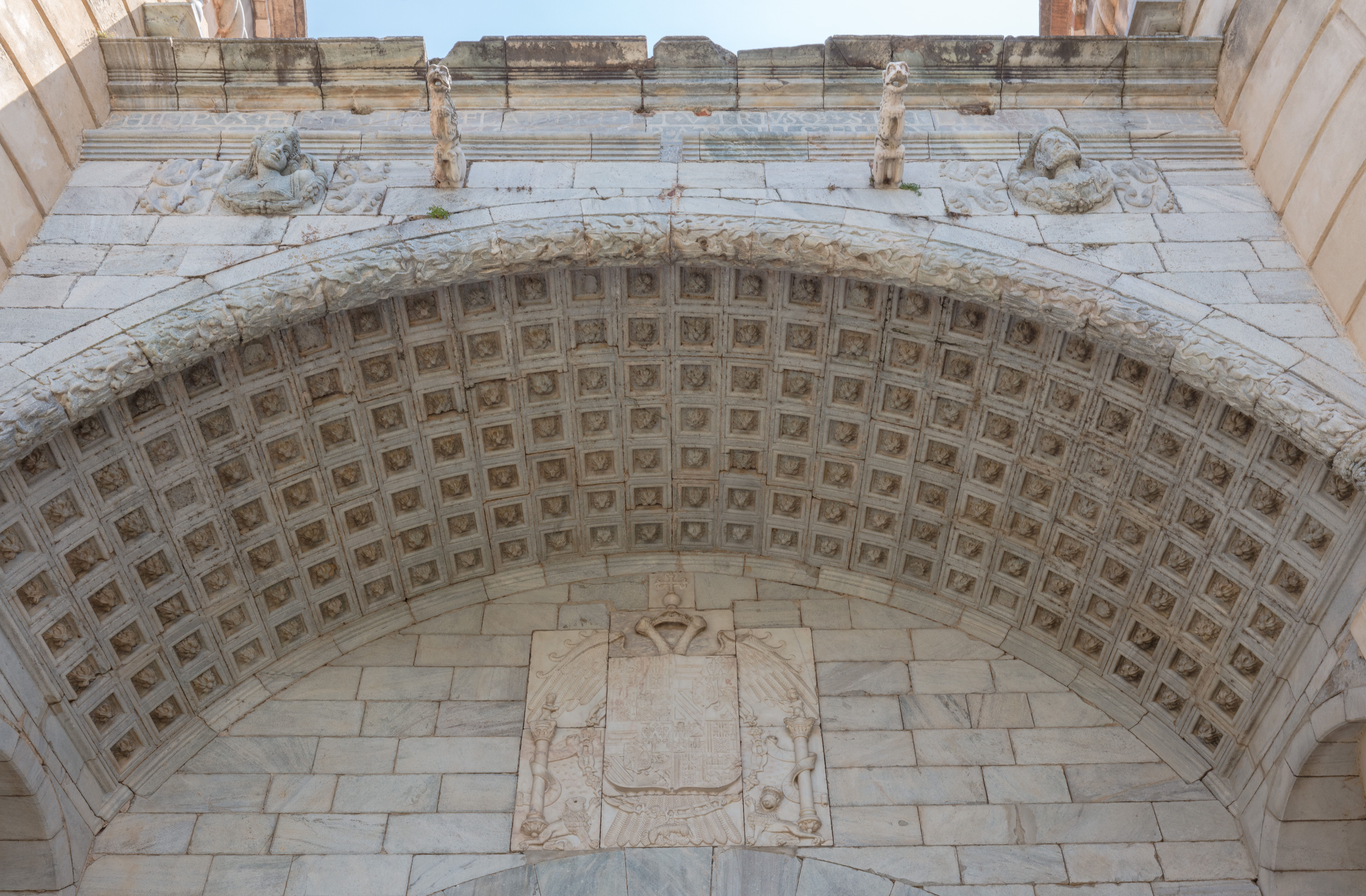
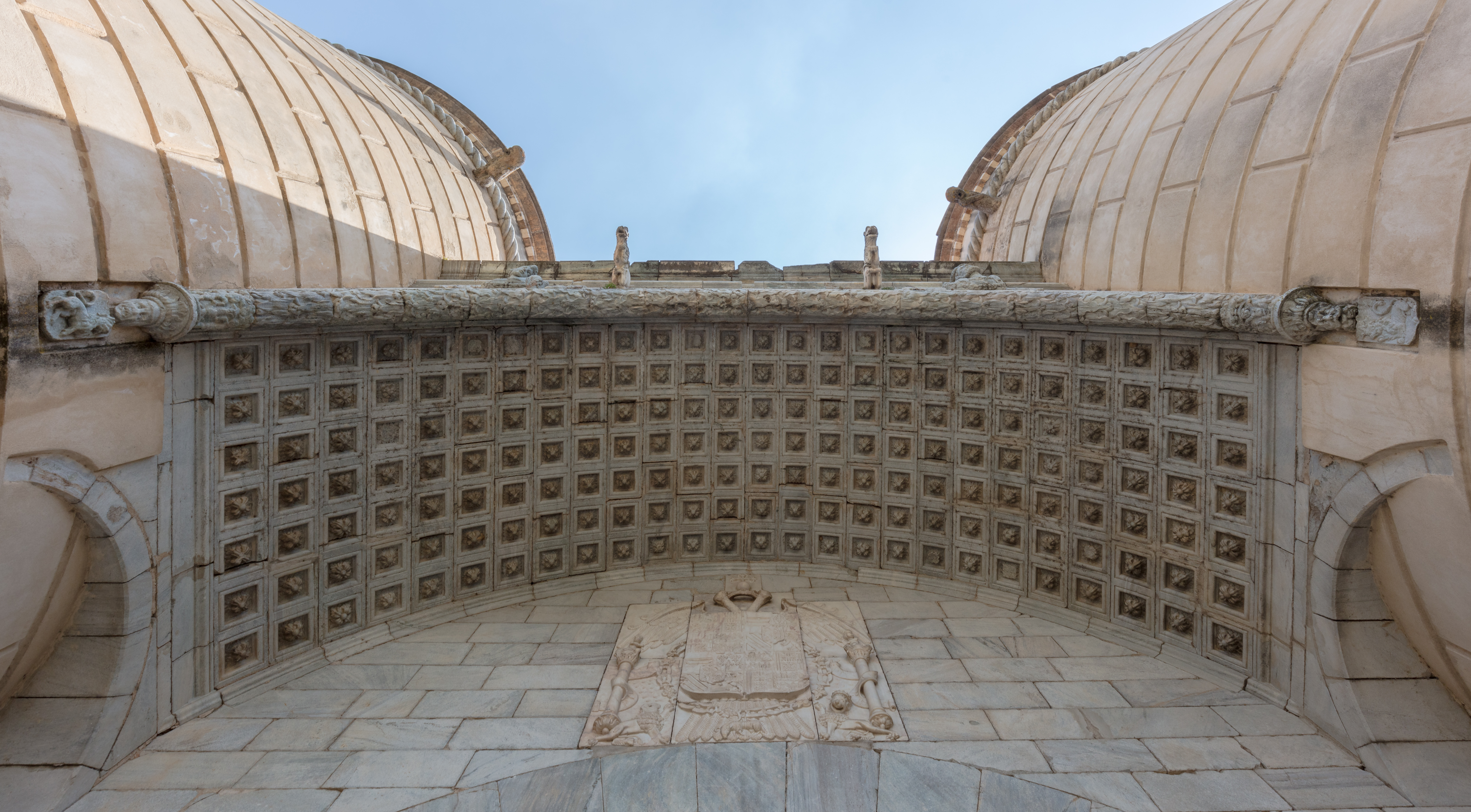
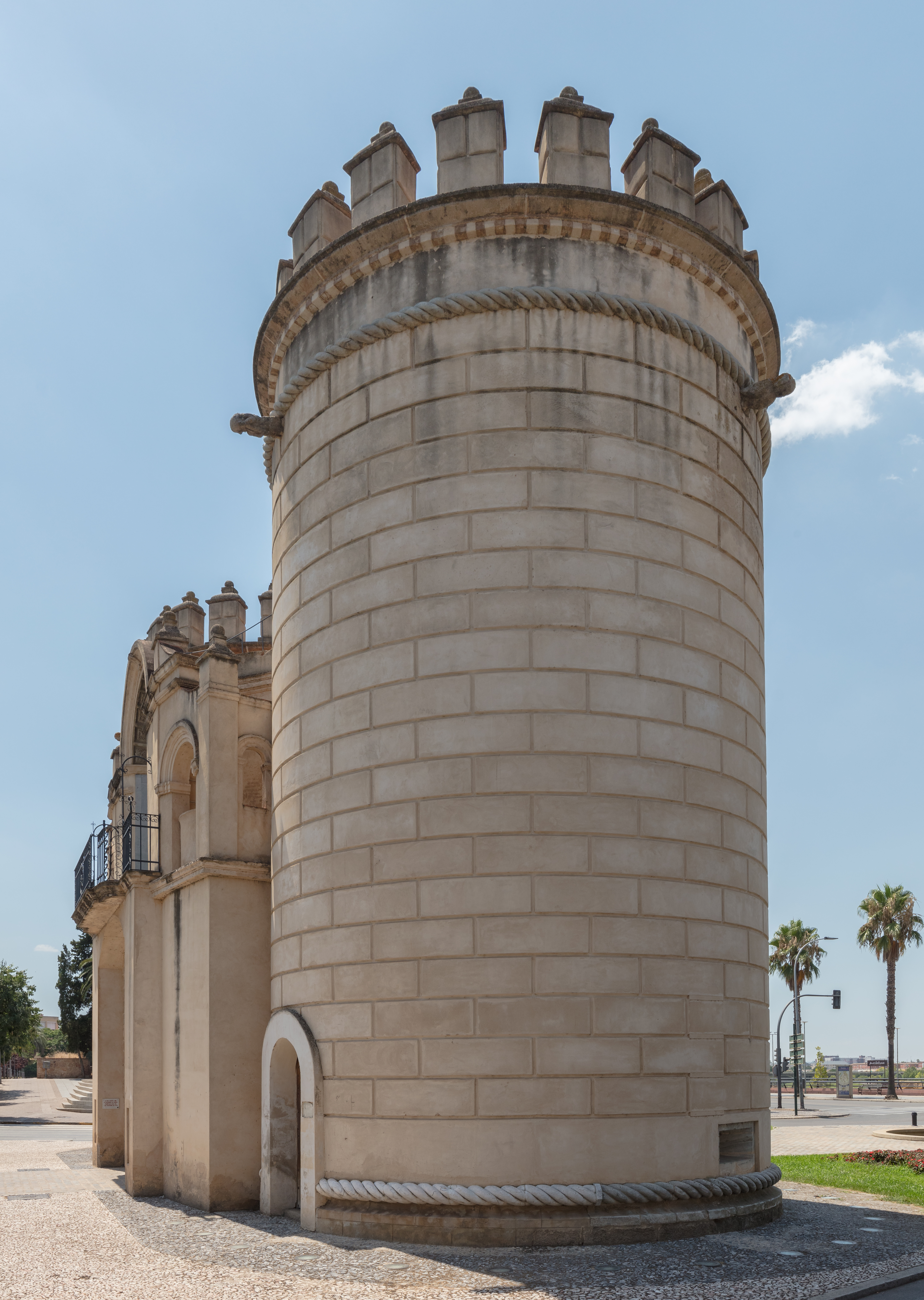
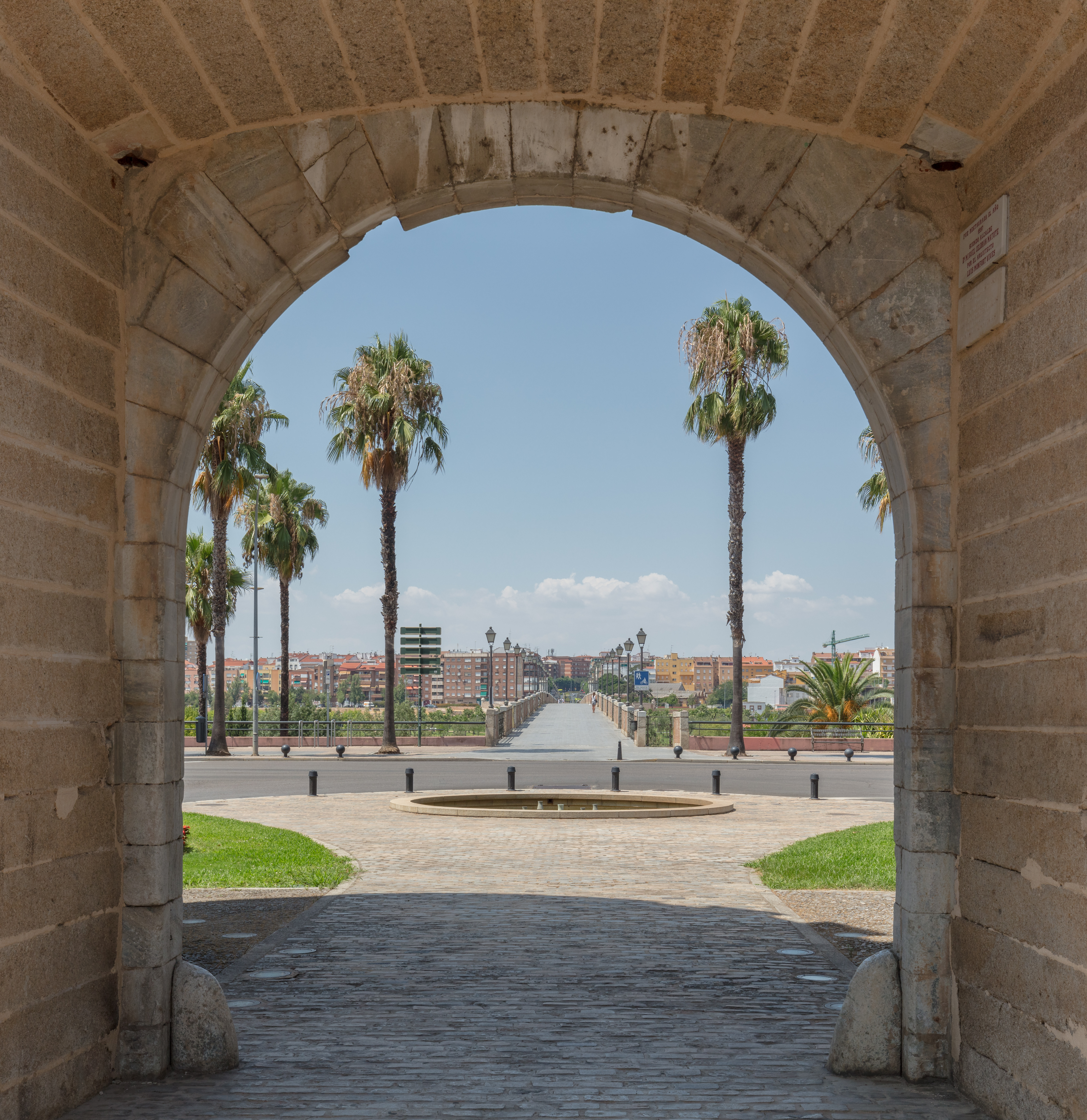
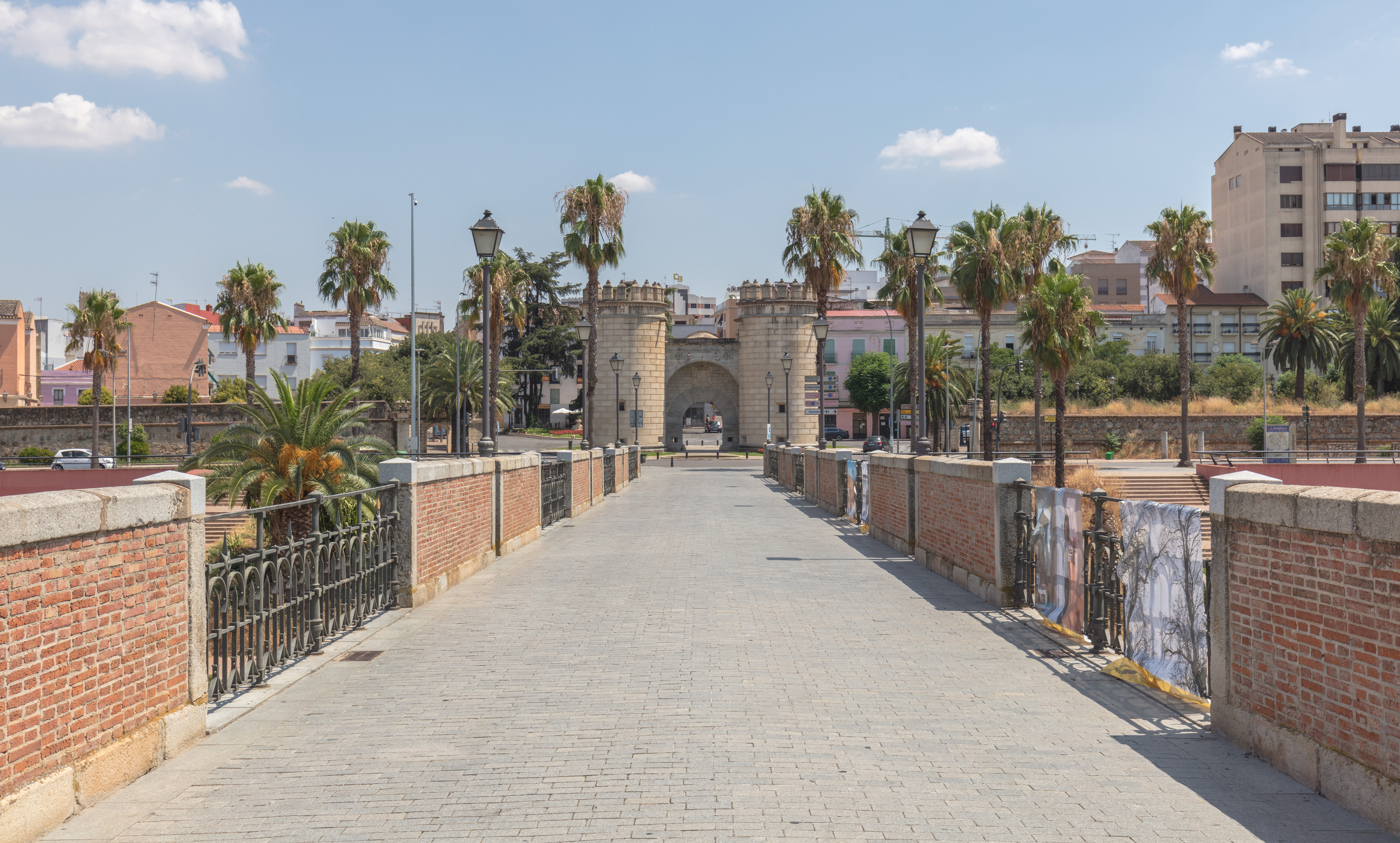
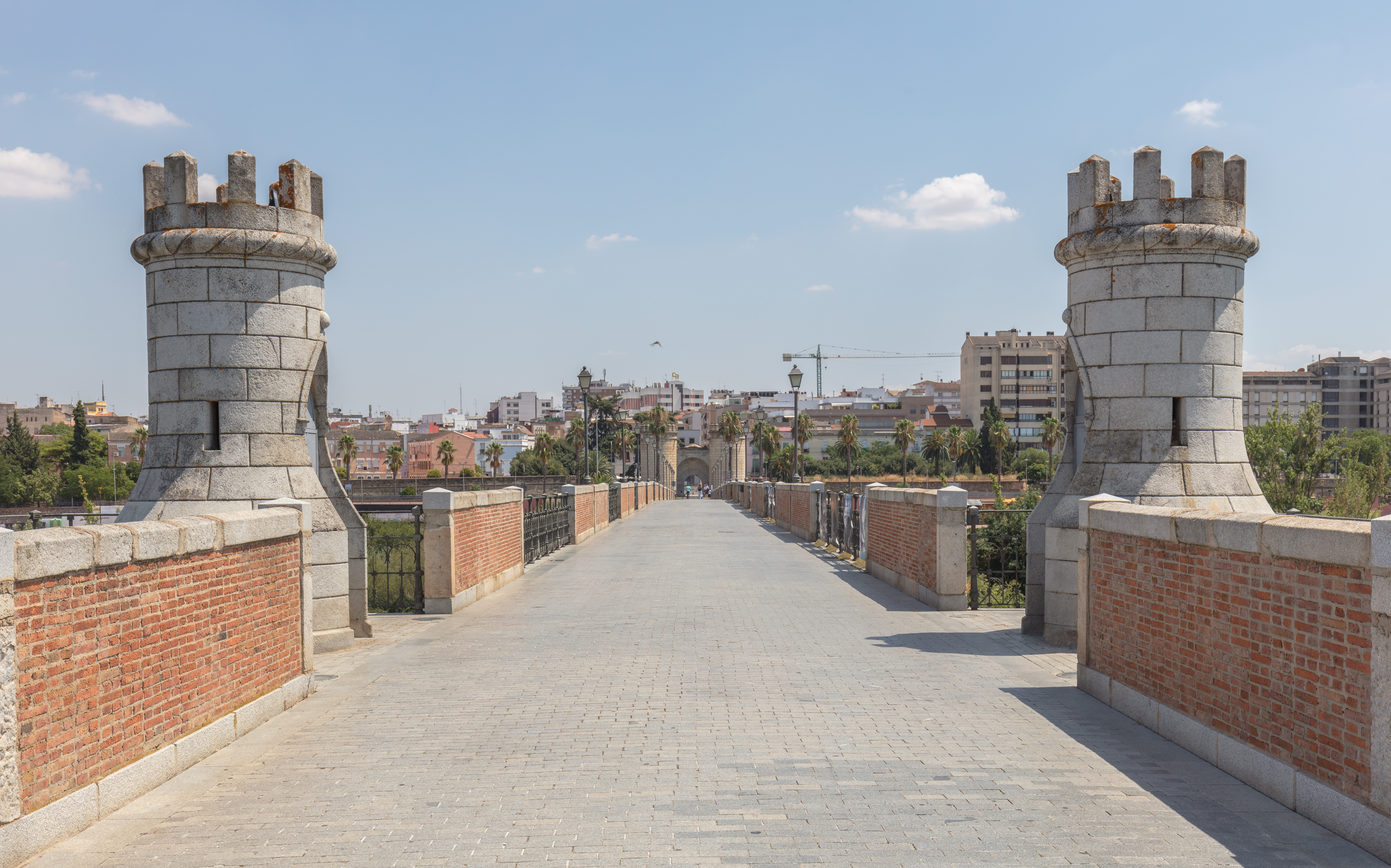